# Efraim Liljeqvist
Per Efraim Liljeqvist, född den 24 september 1865 i Örebro, död den 20 augusti 1941 i Lund, var en svensk filosof.
Liljeqvist avlade studentexamen i sin hemstad 1884, studerade i Leipzig och Uppsala, vid vars universitet han blev filosofie doktor och docent i teoretisk filosofi 1893, var 1894-1906 docent i filosofi vid högskolan i Göteborg med professors undervisningsskyldighet och utnämndes 1906 till professor i praktisk filosofi vid Lunds universitet. Han blev emeritus 1930. 
Liljeqvist utgav Om Francis Bacons filosofi med särskild hänsyn till det etiska problemet (2 delar, 1893–1894), Antik och modern sofistik (1896), Om Boströms äldsta skrifter (1897), Inledning till psykologin (1899), Om skepticismens betydelse för den filosofiska utvecklingen (samma år), Om specifika sinnesenergier, I (samma år) och Meinongs allmänna värdeteori (1901) samt flera tidskriftsuppsatser. 
Liljeqvist, som 1884-1885, 1896-1897 och 1902 studerade i Tyskland, Frankrike och Schweiz, blev 1904 ledamot av Vetenskaps- och vitterhetssamhället i Göteborg. 
Liljeqvist var känd nazistsympatisör. Han var medlem i den svenska högerextrema Samfundet Manhem och var tillsammans med bland andra rasbiologen Herman Lundborg en av grundarna, och fram till sin död ordförande i Riksförbundet Sverige-Tyskland. Den pronazistiska kulturföreningen hade bildats i Lund i december 1937 med syftet "att på rent svensk grundval, utan ställningstagande i partipolitiken, verka för ett rättvist bedömande av det nya Tyskland". Vid Lunds universitet fanns även den pronazistiska Nationella studentklubben – kopplad till Sveriges nationella ungdomsförbund – där Efraim Liljeqvist tillsammans med litteraturkritikern Fredrik Böök var hedersledamöter.
Liljeqvist var den sista professorn i filosofi som tillhörde boströmianismen.